# American Journal of Archaeology
Das American Journal of Archaeology (abgekürzt AJA) ist die Zeitschrift des Archaeological Institute of America.
Seit seiner Gründung im Jahr 1897 – in Fortsetzung des seit 1885 herausgegebenen American Journal of Archaeology and of the History of the Fine Arts – veröffentlicht das AJA Artikel zur Archäologie des Nahen Osten, der Klassischen Archäologie und verschiedenen anderen archäologischen Disziplinen.
Herausgeber ist gegenwärtig Naomi Norman, Professor an der University of Georgia, USA.